# Oxyceros kesslerianus
Oxyceros kesslerianus là một loài thực vật có hoa trong họ Thiến thảo. Loài này được Ridsdale mô tả khoa học đầu tiên năm 2008.